# (37410) 2001 XQ118
2001 XQ118 (asteroide 37410) é um asteroide da cintura principal. Possui uma excentricidade de 0.18209410 e uma inclinação de 5.71645º.
Este asteroide foi descoberto no dia 13 de dezembro de 2001 por LINEAR em Socorro.